# Liste der Monuments historiques in Sebourg
Die Liste der Monuments historiques in Sebourg führt die Monuments historiques in der französischen Gemeinde Sebourg auf.

## Liste der Bauwerke
| Bezeichnung     | Beschreibung | Standort             | Kennzeichnung | Schutzstatus   | Datum     | Bild           |
| --------------- | ------------ | -------------------- | ------------- | -------------- | --------- | -------------- |
| Kirche St-Druon |              | (Lage)               | PA00107809    | Classé         | 1919      | weitere Bilder |
| Maison Verley   | Erbaut 1971  | 22, rue d’Eth (Lage) | PA59000081    | Inscrit Classé | 2001 2002 |                |

## Liste der Objekte
- Monuments historiques (Objekte) in Sebourg in der Base Palissy des französischen Kultusministeriums